# Nederlandse kampioenschappen schaatsen afstanden 2018 - 500 meter vrouwen
De 500 meter vrouwen op de Nederlandse kampioenschappen schaatsen afstanden 2018 werd in oktober 2017 in ijsstadion Thialf te Heerenveen verreden, waarbij 24 deelneemsters startten.
Titelverdedigster was Jorien ter Mors die de titel pakte tijdens de NK afstanden 2017. Zij prolongeerde haar titel.

## Uitslag
| #      | Schaatsster          | Tijd    |
| ------ | -------------------- | ------- |
| Goud   | Jorien ter Mors      | 0.38,51 |
| Zilver | Marrit Leenstra      | 0.38,88 |
| Brons  | Sanneke de Neeling   | 0.39,27 |
| 4      | Letitia de Jong      | 0.39,29 |
| 5      | Janine Smit          | 0.39,38 |
| 6      | Floor van den Brandt | 0.39,41 |
| 7      | Femke Beuling        | 0.39,43 |
| 8      | Helga Drost          | 0.39,48 |
| 9      | Mayon Kuipers        | 0.39,48 |
| 10     | Anice Das            | 0.39,54 |
| 11     | Jutta Leerdam        | 0.39,59 |
| 12     | Sanne van der Schaar | 0.39,60 |
| 13     | Naomi Weeland        | 0.39,65 |
| 14     | Michelle de Jong     | 0.39,82 |
| 15     | Joy Beune            | 0.39,84 |
| 16     | Lotte van Beek       | 0.39,89 |
| 17     | Isabelle van Elst    | 0.39,99 |
| 18     | Roxanne van Hemert   | 0.40,05 |
| 19     | Elisa Dul            | 0.40,17 |
| 20     | Manouk van Tol       | 0.40,26 |
| 21     | Danouk Bannink       | 0.40,49 |
| 22     | Anouk Karel          | 0.40,77 |
| 23     | Naomi Verkerk        | 0.40,85 |
| 24     | Fabiënne Winkel      | 0.40,97 |

Uitslag op
1987 · 
1988 · 
1989 · 
1990 · 
1991 · 
1992 · 
1993 · 
1994 · 
1995 · 
1996 · 
1997 · 
1998 · 
1999 · 
2000 · 
2001 · 
2002 · 
2003 · 
2004 · 
2005 · 
2006 · 
2007 · 
2008 · 
2009 · 
2010 · 
2011 · 
2012 · 
2013 · 
2014 · 
2015 · 
2016 · 
2017 · 
2018 · 
2019 · 
2020 · 
2021 · 
2022 · 
2023 · 
2024 · 
2025